# Bot dragó

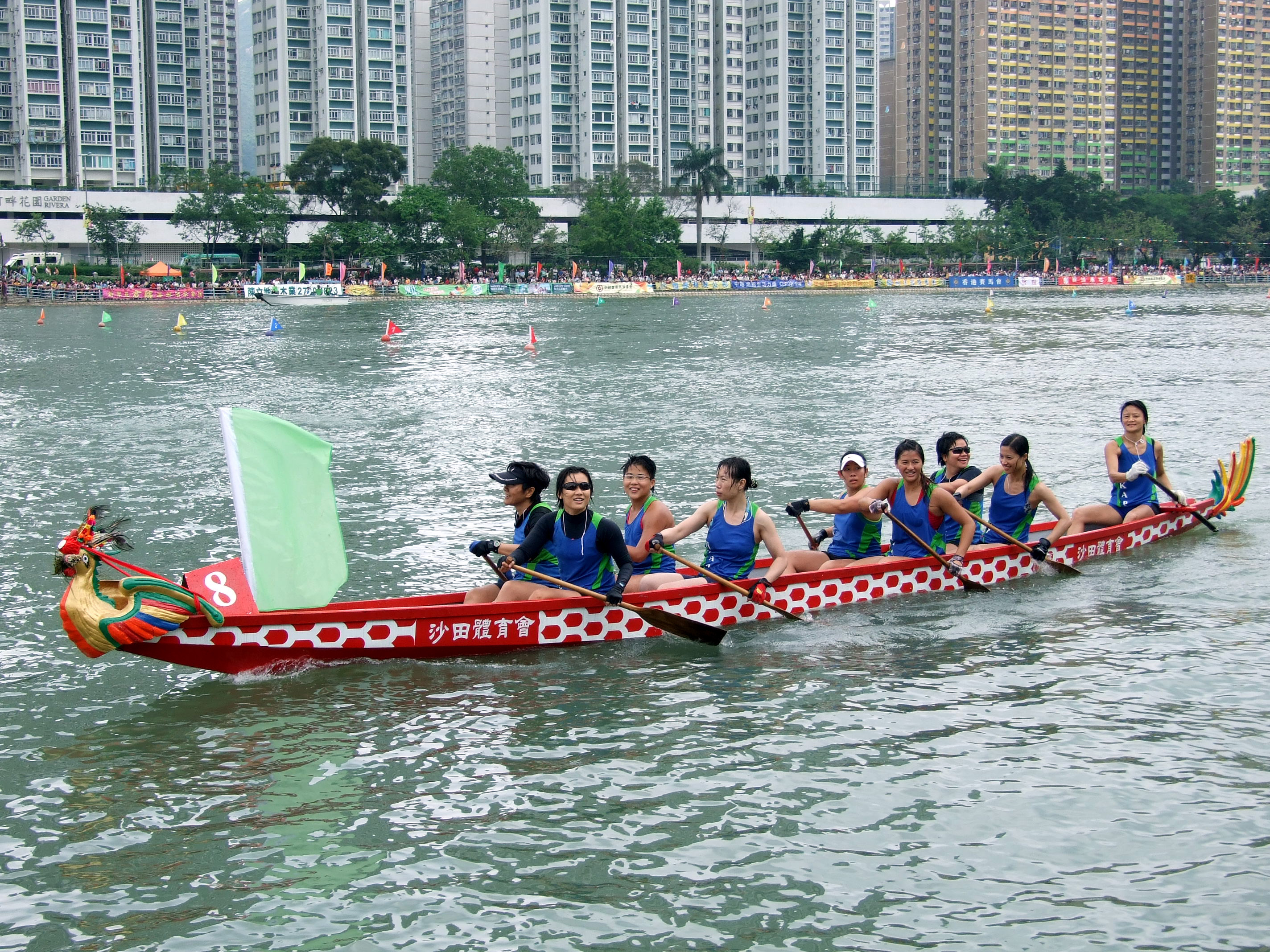
Un bot dragó en una cursa tradicional, a la Xina

Les competicions de bot dragó estan profundament arrelades a les mil·lenàries tradicions xineses, i originàriament se celebren el 5 dia del cinquè mes del calendari xinès, que correspon a juny.
Les curses de bots es realitzen en canoes de quasi 14 metres de longitud i es decoren amb el tradicional dragó asiàtic. S'organitzen equips, de 20 remadors. A més a més un encarregat del tambor —qui manté el ritme— i una altra persona que va a la part del darrere de l'embarcació i és l'encarregat de la direcció. Es competeix en trajectes de 250 o 500 metres.

## Origen
En el seu origen està la celebració de la mort del gran poeta i diplomàtic: Qu Yuan, qui va viure en el període dels Regnes Combatents del 475 aC a 221 aC.
Després d'haver recolzat un emperador d'un regne veí, com a conseller reial, Qu Yuan es va retirar a la seva terra natal, on es va suïcidar llençant-se al riu Iang-Tsé. Quan els vaixells que l'estaven rescatant s'aproximaven al cos, els remers vessaven boles d'arròs —Zongzi— per sadollar els monstres marins, al mateix temps que copejaven amb els rems per foragitar-los. El vaixell simbolitza el dragó que representa la virilitat, el vigor, la fertilitat; és un ésser benèfic.
Des d'aleshores aquestes festivitats han estat associades també a altres celebracions.